# مائوریتسیو استکا
مائوریتسیو استکا (ایتالیایی: Maurizio Stecca؛ زادهٔ ۹ مارس ۱۹۶۳) بوکسور اهل ایتالیا بود.